# Barsi Márton
Barsi Márton (Budapest, 1986. november 12. –) magyar színész.

## Életpályája
2005-ben érettségizett a Városmajori Gimnáziumban. 2009-ben színészként végzett a Kaposvári Egyetem Művészeti Főiskolai karán, Mohácsi János osztályában. A diploma után a kaposvári Csiky Gergely Színházban, a West Side Storyban kapott feladatot, Riff szerepében lépett színpadra, majd szabadfoglalkozású művészként több alternatív társulattal dolgozott (HOPPart Társulattal, Gergye Krisztián, Madák Zsuzsanna.). 2011–2018 között a zalaegerszegi Hevesi Sándor Színház tagja volt. 2018-tól a Turay Ida Színházban szerepelt. 2020-tól a Pesti Magyar Színház tagja. Párja Lőrincz Nikol színművész.

## Színpadi szerepei
- Brian Friel: Philadelphia, itt vagyok!... Gareth O'Donnell
- Darvas Benedek – Pintér Béla: Parasztopera... Apa
- Lionel Bart: Olivér!... szereplő
- Presser Gábor – Sztevanovity Dusán: A padlás... Detektív (aki még önmagát is kinyomozza)
- Igor Stravinsky: Tavaszi áldozat... szereplő
- Leonard Bernstein: West Side Story... Riff (a vezér)
- RésJ (vertigo'09)... szereplő  (Mándy Ildikó Társulata)
- John Whiting: Az ördögök... Henri De Condé herceg (De La Rochepozay, Poitiers püspöke)
- Adaptáció Trikolor... szereplő (Gergye Krisztián Társulat)
- Szodoma után... szereplő (Ágens)
- H. (már megint Hamlet?) Hamlettek klubja... szereplő (Mándy Ildikó Társulata)
- Lehár Ferenc: Víg özvegy... szereplő
- Basium... szereplő (Ágens)
- Leea Klemola: Kokkola... Reijo Huhta (Minna apja (55));Saku Zeppelin (Marja-Terttu ikertestvére (60))	(Zsámbéki Színházi és Művészeti Bázis)

### Hevesi Sándor Színház
- Egressy Zoltán: Portugál... Bece
- Molière: Scapin furfangjai... Octave
- Presser Gábor – Varró Dániel – Teslár Ákos: Túl a Maszat-hegyen... Muhi Andris
- William Shakespeare: Vízkereszt vagy bánom is én... Sebastian (Viola megmentője)
- William Shakespeare: Csak Rómeó és Júlia... Rómeó
- William Shakespeare: Makrancos hölgy, avagy a személyiség megzabolázása... Hortensio
- Dean Pitchford – Walter Bobbie – Tom Snow: Footloose... Ren McCormack (egy srác Chicagóból)
- Gianina Cărbunariu: Kebab... Bogdan
- April De Angelis: Színésznők... Csávó
- Paul Portner: Hajmeresztő... Mikey Thomas (egyetemista)
- Háy János: Völgyhíd... Deda
- László Miklós: Illatszertár... Árpád (kifutó)
- Fenyő Miklós – Tasnádi István: Made in Hungária... Rudi (a cukrász, dobon)
- Pierre-Augustin Caron de Beaumarchais: Figaro házassága... Querubin (a gróf apródja)
- Balogh Elemér - Kerényi Imre - Rossa László: Csíksomlyói passió... Jézus, Ádám
- Szép Ernő: Vőlegény... Zoli
- Szente Vajk – Galambos Attila – Bolba Tamás: Csoportterápia... Ervin Iván
- Jaroslav Hašek – Spiró György: Svejk... Illető (III. szimuláns;  Marek; Tatár katona)
- Nagy Tibor – Bradányi Iván – Pozsgai Zsolt: A kölyök... Harry Lamb (Mary sajtótitkára)
- Todd Strasser – Tasnádi István: A hullám... Görbe
- Tom Lycos – Stefo Nantsou: Kövek... Shy Boy; Quinn
- Tasnádi István: Közellenség... Csődör
- Efrájim Kishon: A házasságlevél... Robert Knoll (a vőlegény)
- Görgey Gábor: Komámasszony, hol a stukker?... Cuki úr
- Tamási Áron: Csalóka szivárvány... Kálmán
- Turbuly Lilla: Nekünk nyolc?!... Karesz
- Sarkadi Imre: Az ötödik pecsét... Nyilas
- Bertolt Brecht: A szecsuáni jólélek... Jang Szun, állástalan repülő
- Molnár Ferenc: Liliom...Linzmann
- Mikszáth Kálmán: Szent Péter esernyője...Wibra György, Besztercei ügyvéd
- Müller Péter: A vihar kapujában...Tajomaru
- Sánta Ferenc: Az ötödik pecsét... Nyilas
- Dés László – Geszti Péter – Békés Pál: A dzsungel könyve... Maugli
- Agatha Christie: ...és már senki sem!... Anthony James Marston

### Turay Ida Színház
- Szirmai Albert – Bakonyi Károly: Mágnás miska... Leopold, a komornyik
- Georges Berr – Louis Verneuil – Fényes Szabolcs - Mihály István: Hazudni tudni kell... Muzot, magánnyomozó
- Zilahy Lajos: Az utolsó szerep...Portás a Viktória panzióban
- Eisemann Mihály – Zágon István  – Nóti Károly: Hyppolit, a lakáj... Pankotay Péri Pál, festőművész
- John Kander - Fred Ebb: Cabaret... Clifford Bradshaw
- Béres Melinda: Csingiling és a kalózok... szereplő
- Ivan Kušan – Tasnádi István: Balkán kobra... Gilespie, alezredes
- Neil Simon: Férj nélkül tökéletes... Jesus
- Kocsák Tibor – Bozsó József: Kukac Kata kalandjai... Szőr Handa Bunda
- Győri Péter: Mátyás madara... Rozgonyi
- Topolcsányi Laura – Berkes Gábor: Salsa, szivar, szerelem.... Pap és egyéb szerepekben
- Csodálatos Radazána: Káló; Ambrus királyfi

### Pesti Magyar Színház
- Dennis Martin: A kincses sziget... Squire Trelawney, polgármester
- Deres Péter – Vidovszky György: PIN:OKKIO... Rocco
- Astrid Lindgren: Harisnyás Pippi... Erőművész; Rendőr; Matróz
- Háy János:Házasságon innen, házasságon túl... Ügyvéd
- Berg Judit: Rumini... Negro
- Kevin del Aguila – George Noriega & Joel Someillan: Madagaszkár... Julien király; Zeke, a gondozó[3]

## Filmek, tv
- Valami kék (2011)
- Sánta Ferenc: Az ötödik pecsét (színházi előadás tv-felvétele) (2016)
- Mikszáth Kálmán: Szent Péter esernyője (színházi előadás tv-felvétele) (2017)
- Mintaapák (sorozat, 2021)
- A renitens (sorozat, 2025)

## Díjai, elismerései
- Máriáss József-díj (2012)
- Terminátor-díj (2012; 2013)
- Pethes–Agárdi-díj (2016)
- Főnix-díj (2023)[4]
- Agárdy-emléklánc (2024)[5]